# Jagddivision
Jagddivision (JD) foi um termo em alemão para designar uma divisão de caça. Cada JD podia comandar uma ou mais Jagdfliegerführer ou Jagdgeschwader.